# Pulling Rabbits Out of a Hat
Pulling Rabbits Out of a Hat è il tredicesimo album in studio del gruppo musicale statunitense Sparks, pubblicato nel 1984.

## Tracce
Side 1
1. Pulling Rabbits Out of a Hat – 4:07
2. Love Scenes – 4:20
3. Pretending to Be Drunk – 3:38
4. Progress – 4:43
5. With All My Might – 4:06

Side 2
1. Sparks in the Dark (Part One) – 0:28
2. Everybody Move – 2:58
3. A Song That Sings Itself – 4:29
4. Sisters – 3:53
5. Kiss Me Quick – 4:07
6. Sparks in the Dark (Part Two) – 2:58

## Formazione
- Ron Mael – sintetizzatore
- Russell Mael – voce
- Leslie Bohem – basso, cori
- Bob Haag – chitarra, sintetizzatore, cori
- David Kendrick – batteria
- John Thomas – tastiera